# Komunistyczna Partia Szkocji
Komunistyczna Partia Szkocji (język angielski: Communist Party of Scotland, gael.: Pàrtaidh Co-Mhaoineach na h-Alba) – działająca od 1992 roku szkocka partia komunistyczna.
Ugrupowanie powstało w wyniku podziału w ramach Komunistycznej Partii Wielkiej Brytanii. W 1991 roku kierownictwo CPGB podjęło decyzję o utworzeniu politycznego think tanku "Democratic Left" (Demokratyczna Lewica). W ramach protestu, część szkockich członków ugrupowania zawiązało CPS.
Członek CPS, Willie Clarke, został uznany przez prasę "ostatnim wybranym komunistycznym radnym w Wielkiej Brytanii" po tym, jak przeszedł na emeryturę w 2016 roku, opuszczając piastowane od 1973 stanowisko w radzie miasta Fife.
Przyczyn wojny domowej w Syrii upatrują w zachodnim imperializmie, a konflikt na wschodniej Ukrainie jako efekt prawicowych ekstremizmów – ukraińskiego i rosyjskiego. CPS popiera roszczenia Chińskiej Republiki Ludowej do terenów Morza Południowochińskiego.
Do partii może wstąpić każdy zwolennik idei komunizmu, mający powyżej 16 lat i płacący regularnie składki członkowskie. Składki wynoszą 5 funtów od osób zatrudnionych, a 60 pensów od bezrobotnych.
Partia posiada Komitet Wykonawczy, publikujący comiesięczne sprawozdania. CPS wydaje także gazetę "Communist Review".